# G.I. Joe (paloma)
G.I. Joe (Argel, 24 de marzo de 1943- Detroit, 3 de junio de 1961) fue una paloma que destacó por su servicio en el cuerpo de palomas del ejército de Estados Unidos. Es parte de las palomas mensajeras utilizadas durante la Primera Guerra Mundial y la Segunda Guerra Mundial con fines de comunicación y reconocimiento. G.I. Joe estaba etiquetado como, Pigeon USA43SC6390. Nació en marzo de 1943 en Argel, norte de África y se sometió a un intensivo programa de entrenamiento para palomas mensajeras en Fort Monmouth, Nueva Jersey.
Durante la campaña italiana de la Segunda Guerra Mundial, G.I. Joe salvó las vidas de los habitantes de la localidad de Calvi Vecchia, Italia, y de las tropas británicas de la 56.º División de Infantería que la había ocupado. El apoyo aéreo había sido solicitado contra las posiciones alemanas en Calvi Vecchia el 18 de octubre de 1943, pero el mensaje de que la 169.º Brigada de Infantería había capturado el pueblo, entregado por G.I. Joe, llegó justo a tiempo para evitar el bombardeo. GI Joe voló esta distancia veinte millas en tan solo veinte minutos, al igual que los aviones se preparaban para despegar hacia el objetivo. Se salvaron hasta un millar de hombres.
El 4 de noviembre de 1946, le fue otorgada la Medalla Dickin a la valentía por el mayor general Charles Keightley en la Torre de Londres, la cita le atribuye el vuelo más excepcional hecho por una paloma mensajera del ejército de los Estados Unidos en la Segunda Guerra Mundial. G.I. Joe fue el primer animal no británico en recibir la medalla.
Al terminar la Segunda Guerra Mundial se alojó en el palomar de Churchill del ejército estadounidense en Fort Monmouth en Nueva Jersey junto con otras veinticuatro palomas heroicas. Murió en el Parque zoológico de Detroit a la edad de dieciocho años, se la disecó y se mostró en el Museo de electrónica de comunicaciones del ejército en Fort Monmouth.